# وایکرزهایم
شهر وایکرزهایم (به آلمانی: Weikersheim) در ایالت بادن-وورتمبرگ در کشور آلمان واقع شده‌است.